# Осьма (река, Уруп)
Осьма — река в России в центральной части острова Уруп, входящем в состав Большой гряды Курильских островов. Река протекает в южной части  острова. Впадает в Тихий океан. Длина Осьмы — 6 км.
Река берёт начало в южной части острова Уруп, в окрестностях рабочего поселка "Отважный", и течет в юго-западном направлении до Тихого океана.
В устье реки Осьма выявлен объект археологического наследия Поселение Река Осьма, расположенное на Тихоокеанском побережье.

## Данные водного реестра
По данным государственного водного реестра России относится к Амурскому бассейновому округу. Речной бассейн — бассейны рек острова Сахалин. Водохозяйственный участок — Курильские острова.
Код водного объекта 20050000212199000001050.